# Festival du film français au Japon
Le Festival du film français au Japon est un festival de cinéma organisé chaque année au mois de juin, par l'organisme Unifrance. Cet événement se concentre principalement sur des films récents, encore inédits au Japon. 
De 1993 à 2005, le festival a lieu à Yokohama, dans le quartier du Minato Mirai 21 et est connu sous le nom de Festival du film français de Yokohama. À partir de 2006, des extensions sont créées notamment à Osaka et Tokyo, et le festival devient alors le Festival du film français au Japon 
D'ailleurs, dans les années 1950 et 1960, cet événement avait lieu à Tokyo.

## Résumé
Soutenu par le Centre national du cinéma (CNC), lui-même placé sous l'autorité du Ministère de la Culture, Unifrance participe largement à l'exportation du cinéma français à l'international et de sa promotion.
Chaque année, le festival accueille des réalisateurs, des acteurs et des actrices venus de France. À Yokohama, chaque projection était précédée d'une apparition de l'équipe du film puis suivie d'une rencontre avec le public (questions et réponses, dédicaces...). Ce qui a valu au festival un franc succès auprès des cinéphiles locaux. Malgré sa délocalisation en 2006, le festival accueille toujours des rencontres et assure des projections dans divers lieux de la ville (Tokyo, Osaka, etc.).
Avant 2006, la programmation était faite par un professionnel japonais. Depuis, les films sont examinés et sélectionnés par un comité, et achetés dans le même temps par les distributeurs japonais. 

## Histoire

### Festival du film français de Yokohama (1993 - 2005)

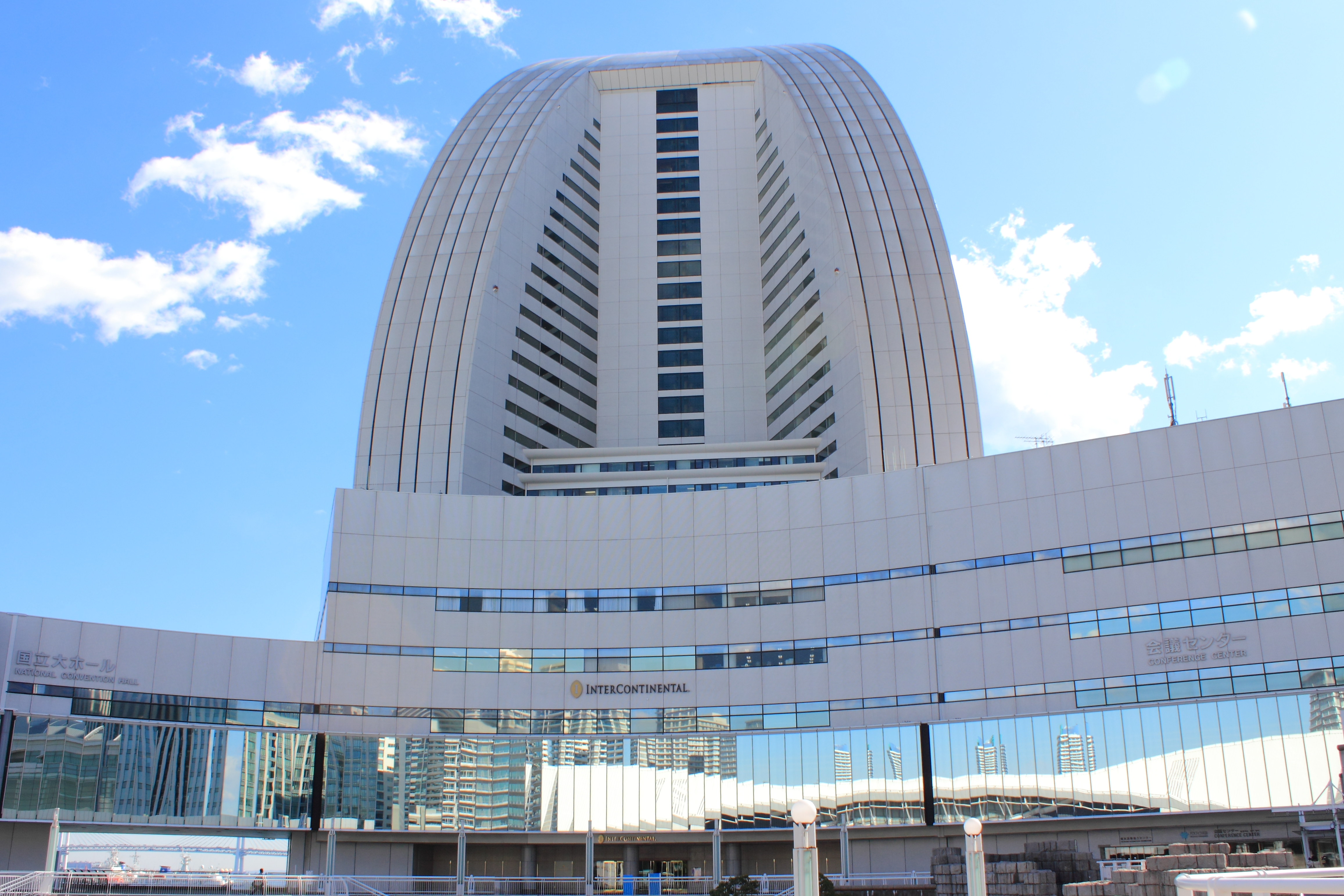
Le centre de convention de Yokohama, Le Pacifico, qui a accueilli les premières éditions du festival.

Président d'Unifrance à l'époque, le producteur de films Daniel Toscan du Plantier a le projet de créer un festival du cinéma français au Japon. Dans un désir de revitalisation, la ville de Yokohama propose d'accueillir l'événement. Ainsi a lieu en juin 1993 l'inauguration de la première édition du Festival du film français de Yokohama, qui durera 4 jours. Les festivités ont lieu dans le hall principal du centre de conventions, le Pacifico Yokohama (1002 places).
En 1996, le maire de Yokohama de l'époque (Hidenobu Takahide) reçoit la décoration de l'Ordre des Arts et des Lettres, pour avoir accueilli le festival depuis ses débuts.
À partir de 2001, le festival qui en est alors à sa 9e édition, dure 5 jours.
En 2002, après 12 ans à la tête de la ville, le maire de Yokohama perd les élections. Au festival de cette même année, il se voit décoré de la Légion d'honneur, et Daniel Toscan du Plantier reçoit de son côté, le prix de la culture de la ville de Yokohama. Une cérémonie de remise d'un prix Festival du film français est initiée et le trophée est décerné en main propre par l'épouse du Prince impérial Norihito Takamado. Deux mois plus tard, Hidenobu Takahide décède.
 En février 2003, le président d'Unifrance, Daniel Toscan du Plantier, décède soudainement à l'âge de 61 ans. La productrice de cinéma Margaret Ménégoz lui succède.
Victime de son succès, le festival s'étend hors des murs du Pacifico Yokohama en 2005 et investi les salles du Warner Mycal Cinema et du 109 Cinema du quartier du Minato Mirai. Les longs métrages sont dès lors projetés dans ces salles.
Cette même année, le maire de la ville, M. Nakata, désire procéder à des coupes budgétaires ainsi qu'à l'annulation du festival. Malgré cela, la cinémathèque de Yokohama ouvre ses portes au mois de juin et Le Mois de la France de Yokohama est créé. Cette dernière initiative devenant l'événement phare de l'été, le Festival du film français à Yokohama aura dorénavant lieu en mars dès 2006.

### Festival du film français au Japon (depuis 2006)

#### La période Roppongi (2006 - 2010)
En mars 2006, Le Festival du film français de Yokohama devient Le Festival du film français au Japon 2006 a lieu à Tokyo et Osaka. Jusqu'en 2005, le programme est réalisé sur la base d'une sélection faite par un comité. Désormais, les 30 courts et longs métrages présentés sont choisis par les distributeurs japonais et selon les recommandations des sociétés cinématographiques françaises. À Tokyo, la majorité des festivités se déroule au cinéma Mediage (メディアージュ) à Odaiba et à l'actuel TOHO Cinemas de Roppongi Hills. À Osaka le festival est hébergé par l'actuel Takatsuki Alex cinéma. De plus la cérémonie d'ouverture accueille un public d'invités qui assistent également à une projection.
L'édition de 2007 se déroule à Tokyo, Osaka et Yokohama. Sur 16 films (courts et longs) présentés, 12 sont choisis par les distributeurs locaux. Dans le Kantô, le TOHO cinemas de Roppongi Hills, le cinéma Mediage et le TOHO cinemas Lalaport de Yokohama ouvrent leurs portes au festival. En plus du cinéma Takatsuki, Osaka implique le TOHO cinemas Namba.
Seules Tokyo et Osaka accueillent le festival en mars 2008. Malgré la multiplication des salles de projection, la capacité totale n'atteint pas celle du centre de convention Pacifico (1002 places) de Yokohama, que le festival avait connu à ses débuts. 
En janvier 2009, Antoine de Clermont-Tonnerre succède Margaret Ménégoz à la tête d'Unifrance.
Cette même année, le festival se déroule uniquement à Tokyo, monopolisant la salle 7 du TOHO Cinemas de Roppongi Hills pour toutes les projections. Il débute le mercredi et se clôture le dimanche suivant.
En avril, Régine Hatchondo est nommée directrice d'Unifrance (toujours sous la présidence d'Antoine de Clermont-Tonnerre).
L'édition de 2010 présente 14 courts et longs métrages au total. Les festivités s'étaleront sur 5 jours à partir du jeudi, toujours dans la salle 7 du cinéma à Roppongi Hills. À partir de cette année-là, l'information est relayée via un compte Twitter, Facebook et Myspace (l'activité sur ce dernier ayant été stoppée)

#### La période Yûrakuchô (depuis 2011)

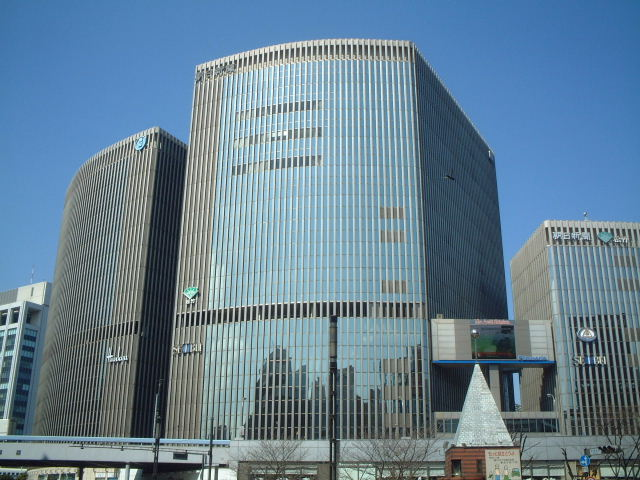
Le cinéma Mullion Yûrakuchô (au centre: Asahi Hall Yûrakuchô; à droite: TOHO Cinemas Higeki 3)

En 2001, le festival est de nouveau programmé en juin, du jeudi au dimanche et se tiendra dans le quartier de Yûrakuchô, à Tokyo. Les cinémas participants sont le Yûrakuchô Asahi Hall et le TOHO Cinemas Higeki3. Le festival sera organisé pour la première fois par Unifrance et Tokyo Filmex ensemble.
En 2012 sont célébrés les 20 ans du festival, du jeudi 21 juin au dimanche 24 juin. Les lieux de projections et les organisateurs ne changent pas.
Cette année-là, des annexes du festival sont organisées à Kyôto (25 et 26 juin) ainsi qu'à Fukuoka (du 27 juin au 1er juillet) dans le Kyûshû.
À Kyôto, 5 œuvres seront présentées au Kyôto Cinéma.
En janvier 2013, Jean-Paul Salomé accède à la présidence d'Unifrance.
Dans la même lignée que les deux années précédentes, l'édition de 2013 se déroule du vendredi 21 au lundi 24 juin aux lieux désormais habituels.Des projections sont également programmées à Osaka, Kyôto et Fukuoka.

## Récompenses

### Le prix du Festival du film français
Il récompense les films apparaissant dans le top 5 du box-office des sorties en salles au Japon (de mars à février de l'année suivante):
- 2002 - Le fabuleux destin d'Amélie Poulain (アメリ) de Jean-Pierre Jeunet
Autres nommés： Vidocq, Le pacte des loups, A la verticale de l'été, Wasabi
- 2003 - Sous le sable (まぼろし) de François Ozon
Autres nommés：Le Transporteur, 8 Femmes, La Pianiste

### Prix du public
Décerné depuis 2005:
- 2004 -  Moi César, 10 ans ½, 1m39 ( ぼくセザール10歳半1,39 m) de Richard Berry
- 2006 - Joyeux Noël (戦場のアリア ) de Christian Carion
- 2007 - Molière (モリエール) de Laurent Tirard
- 2008 -  La Jeune Fille et les Loups (娘と狼) de Gilles Legrand
- 2009 -  Le code a changé (コード) de Danièle Thompson
- 2010 -  Le Concert (オーケストラ!) de Radu Mihaileanu
- 2011 -  Les Émotifs anonymes (匿名レンアイ相談所) de Jean-Pierre Améris
- 2012 - Intouchables (最強のふたり ) d'Eric Toledano et Olivier Nakache
- 2013 - Populaire de Régis Roinsard

## Voitures officielles
Dans le cadre d'un sponsor, Citroën, Peugeot Japon et Renault Japon mettent gracieusement des véhicules à disposition pour le transport de la délégation tout au long du festival.